# Jahrome Hughes

a Compétitions nationales et continentales officielles uniquement.

b Matchs officiels uniquement.
Jahrome Hughes, né le 8 octobre 1994 à Wellington (Nouvelle-Zélande), est un joueur néo-zélandais de rugby à XIII évoluant au poste de demi de mêlée, de demi d'ouverture ou d'arrière dans les années 2010 et 2020.
Natif de Nouvelle-Zélande, il pratique le rugby à XIII dès son plus jeune âge. Repéré, il s'expatrie en Australie à ses quatorze ans pour se former près de Gold Coast. Après quelques années, les Gold Coast Titans le recrutent en 2013 mais il reste cantonné aux équipes réserves dans l'anti-chambre de la NRL, il connaît la même expérience en 2016 aux North Queensland Cowboys, puis au Melbourne Storm en 2017. Toutefois, il intègre petit à petit l'équipe première de cette dernière avec plus de constance véritablement à partir de 2019 et se révèle excellent arrière à la suite de la retraite du titulaire Billy Slater. Repositionné par la suite au poste de demi de mêlée à la suite de la blessure et départ de Brodie Croft, J. Hughes devient l'un des meilleurs de la NRL à ce poste et est nommé meilleur joueur de la NRL en 2024. Il remporte à Melbourne les titres de NRL en 2017 et 2020.
Longtemps dans l'antichambre de la NRL, Jahrome Hughes attend 2019 et ses 24 ans pour être appelé pour la première fois en équipe de Nouvelle-Zélande. Avec la sélection, il dispute la Coupe du monde en 2022 où il atteint la demi-finale, battu par l'Australie 16-14.

## Palmarès
- Collectif :
  - Vainqueur de la National Rugby League : 2017[1] et 2020 (Melbourne).
  - Finaliste de la National Rugby League : 2018[1] et 2024 (Melbourne).

- Individuel : 
  - Élu meilleur joueur de la National Rugby League : 2024 (Melbourne).
  - Élu meilleur demi de mêlée de la National Rugby League : 2024 (Melbourne).

### Coupe du monde
| Édition         | Rang        | Résultats Nlle-Zélande | Résultats Hughes | Matchs Hughes |
| --------------- | ----------- | ---------------------- | ---------------- | ------------- |
| Angleterre 2022 | Demi-finale | 4 v, 0 n, 1 d          | 2 v, 0 n, 1 d    | 3/5           |

### Détails en sélection
| 1.  | 22 juin 2019     | Tonga           | 34-14 | Test-match     | Remplaçant    | 4 | 1 | - | - |
| 2.  | 25 octobre 2019  | Australie       | 4-26  | Test-match     | Remplaçant    | - | - | - | - |
| 3.  | 2 novembre 2019  | Grande-Bretagne | 12-8  | Test-match     | Remplaçant    | - | - | - | - |
| 4.  | 25 juin 2022     | Tonga           | 26-6  | Test-match     | Demi de mêlée | 4 | 1 | - | - |
| 5.  | 28 octobre 2022  | Irlande         | 48-10 | Coupe du monde | Demi de mêlée | 8 | 2 | - | - |
| 6.  | 5 novembre 2022  | Fidji           | 24-18 | Coupe du monde | Demi de mêlée | - | - | - | - |
| 7.  | 11 novembre 2022 | Australie       | 14-16 | Coupe du monde | Demi de mêlée | 4 | 1 | - | - |
| 8.  | 21 octobre 2023  | Samoa           | 50-0  | Test-match     | Demi de mêlée | 4 | 1 | - | - |
| 9.  | 29 octobre 2023  | Australie       | 18-36 | Test-match     | Demi de mêlée | - | - | - | - |
| 10. | 4 novembre 2023  | Australie       | 30-0  | Test-match     | Demi de mêlée | - | - | - | - |

### Détails en club
| Saison | Saison                   | Championnat           | Championnat  | Championnat | Championnat | Championnat | Championnat | Championnat | Sélection | Sélection | Sélection | Sélection | Sélection | Sélection | Sélection |
| Saison | Saison                   | Comp.                 | Class.       | M           | Pts         | Ess.        | Buts        | Dp.         | Comp.     | M         | Pts       | Ess.      | Buts      | Dp.       |           |
| ------ | ------------------------ | --------------------- | ------------ | ----------- | ----------- | ----------- | ----------- | ----------- | --------- | --------- | --------- | --------- | --------- | --------- | --------- |
| 2013   | Gold Coast Titans        | National Rugby League | 1er tour     | 1           | -           | -           | -           | -           |           |           |           |           |           |           |           |
| 2014   | Gold Coast Titans        | National Rugby League | 15e          | 0           | -           | -           | -           | -           |           |           |           |           |           |           |           |
| 2015   | ↪ Townsville Blackhawks  | Queensland Cup        | Finaliste    | 23          | 36          | 9           | -           | -           |           |           |           |           |           |           |           |
| 2016   | ↪ Townsville Blackhawks  | Queensland Cup        | 1/2 finale   | 21          | 40          | 10          | -           | -           |           |           |           |           |           |           |           |
| 2016   | North Queensland Cowboys | National Rugby League | finale prél. | 1           | 4           | 1           | -           | -           |           |           |           |           |           |           |           |
| 2017   | ↪ Sunshine Coast         | Queensland Cup        | Finaliste    | 14          | 28          | 7           | -           | -           |           |           |           |           |           |           |           |
| 2017   | Melbourne Storm          | National Rugby League | Champion     | 4           | 12          | 3           | -           | -           |           |           |           |           |           |           |           |
| 2018   | Melbourne Storm          | National Rugby League | Finaliste    | 11          | 8           | 2           | -           | -           |           |           |           |           |           |           |           |
| 2019   | Melbourne Storm          | National Rugby League | finale prél. | 24          | 36          | 9           | -           | -           |           | 3         | 4         | 1         | -         | -         |           |
| 2020   | Melbourne Storm          | National Rugby League | Champion     | 19          | 28          | 7           | -           | -           |           |           |           |           |           |           |           |
| 2021   | Melbourne Storm          | National Rugby League | finale prél. | 24          | 36          | 9           | -           | -           |           |           |           |           |           |           |           |
| 2022   | Melbourne Storm          | National Rugby League | 1er tour     | 21          | 48          | 12          | -           | -           | CM        | 4         | 16        | 4         | -         | -         |           |
| 2023   | Melbourne Storm          | National Rugby League | finale prél. | 22          | 28          | 7           | -           | -           |           | 3         | 4         | 1         | -         | -         |           |
| 2024   | Melbourne Storm          | National Rugby League | Finaliste    | 23          | 48          | 12          | -           | -           |           |           |           |           |           |           |           |